# Dans la peau du lion
Pour les articles homonymes, voir Running Wild.
Pour plus de détails, voir Fiche technique et Distribution.
Dans la peau du lion (titre original : Running Wild) est un film muet américain, réalisé par Gregory La Cava, sorti en 1927.

## Synopsis
Elmer Finch est un homme timide et craintif, constamment rabaissé par sa femme dominatrice, malmené par ses beaux-enfants et intimidé par son employeur. Sa vie quotidienne est marquée par la soumission et la peur, y compris face au chien de la famille.
Un jour, alors qu'il se rend au travail, il trouve un fer à cheval et le jette derrière lui, provoquant accidentellement la casse d'une vitrine de bijouterie. Poursuivi par la police, il échappe à la capture en se réfugiant au milieu d’un numéro de spectacle vaudeville où il est hypnotisé. Sous l’influence de l’hypnose, il se transforme en un homme courageux et assuré, se comportant comme un véritable lion.
Désormais intrépide, il retourne au travail et renverse les rapports de force : il réclame avec succès un paiement à un client notoirement avare, impose sa volonté au conseil d’administration et décroche un contrat lucratif de 15 000 dollars. Fort de cette nouvelle assurance, il revient chez lui et remet enfin à leur place sa femme et ses beaux-enfants, s’affirmant comme le véritable maître de la maison.

## Fiche technique
- Titre : Dans la peau du lion
- Titre original : Running Wild
- Réalisation : Gregory La Cava
- Scénario : Gregory La Cava et Roy Briant
- Photographie : Paul Vogel
- Montage : Ralph Black
- Producteurs : Gregory La Cava et Carl Laemmle Jr.
- Société de production et de distribution : Paramount Lasky Famous Corporation
- Pays de production :  États-Unis
- Format : Noir et blanc - 1,33:1 - Film muet - 35 mm
- Genre : Comédie
- Durée : 68 minutes
- Dates de sortie : 
  - États-Unis : 11 juin 1927

## Distribution
- W. C. Fields : Elmer Finch
- Mary Brian : Elizabeth
- Marie Shotwell : Mme Finch
- Claude Buchanan : Dave Harvey
- Frederick Burton : M. Harvey
- Barnett Raskin : Junior
- Franck Evans : Amos Barker
- Edward Roseman : Arvo, l'hypnotiseur